# Ceres (Computersystem)

Ceres 2 Workstation in der Sammlung wissenschaftlicher Instrumente und Lehrmittel der ETH-Bibliothek

Ceres ist der Name des im Jahre 1986 vom Schweizer Informatiker Niklaus Wirth und seiner Gruppe entwickelten Computersystems. Basis war ein 32-Bit-Prozessor (NS320xx). Dabei wurde auch das dazugehörige Betriebssystem, das Oberon System, entwickelt, das in der parallel dazu definierten Programmiersprache Oberon programmiert ist. Die Rechner dienten bis etwa 2003 zur Ausbildung der Informatikstudenten an der ETH Zürich. Das ETH Oberon System wurde im Laufe der Zeit auf andere Plattformen wie Windows oder Solaris portiert, um von der alten und inzwischen fehleranfälligen Ceres-Hardware unabhängig zu sein. 
Der Name Ceres stammt von der römischen Göttin des Ackerbaus.

## Weblinks

Ceres Workstation, zu Anschauungszwecken geöffnetes Gehäuse, ohne Laufwerk, um 1986